# Pasmo Grabówki
Pasmo Grabówki – grzbiet górski w południowo-wschodniej części Pogórza Dynowskiego, będący kontynuacją głównego pasma Gór Słonnych na zachód od doliny Sanu.
Podobnie jak Góry Słonne, pasmo ma charakter prostego, praktycznie równego wału ciągnącego się z południowego wschodu na północny zachód na długości ok. 12 km od przełomowego odcinka Sanu (między Dębną a Mrzygłodem) a wsią Jabłonka (Dolina Starej Rzeki). Najwyższa kulminacja to Grabówka 531 m n.p.m., Część pasma wznosząca się bezpośrednio nad dolina Sanu nazywana jest Głęboka Góra lub Dębniańska Góra, zalesiony płaskowyż pomiędzy Mrzygłodem a Końskimi nazywany jest Końszczański Las Północne zbocza są w większej części zalesione, podczas gdy od południa, od strony wsi Raczkowa i Grabówka praktycznie do grani podchodzą pola i łąki.